# Live at London Astoria 16.07.08
Live at London Astoria 16.07.08 – album koncertowy brytyjskiego zespołu muzyki elektronicznej Ladytron, nagrany podczas trasy promującej album studyjny Velocifero i wydany w kwietniu 2009 roku własnym nakładem. Album ten wyszedł na płycie kompaktowej, dwóch płytach długogrających oraz w wersji elektronicznej. 
Występ Ladytron w londyńskiej Astorii 15 maja 2008 roku został odwołany z powodu awarii zasilania na scenie. Live at London Astoria 16.07.08 jest nagraniem przełożonego koncertu z 16 lipca 2008 roku. 
Pierwotnie wydany jako jednorazowy w prostym tekturowym opakowaniu do sprzedaży poza sceną, zespół wydał później ten album w formacie digipak. Live at London Astoria 16.07.08 został nagrany przez Harma Schopmana i Jamesa Gebharda, a zmiksowany został przez Daniela Woodwooda w Whitewood Studios. 

## Lista utworów
| Nr  | Tytuł utworu                   | Długość |
| --- | ------------------------------ | ------- |
| 1.  | „Black Cat”                    | 5:02    |
| 2.  | „Runaway”                      | 4:48    |
| 3.  | „High Rise”                    | 5:12    |
| 4.  | „Ghosts”                       | 4:15    |
| 5.  | „Seventeen”                    | 4:48    |
| 6.  | „I'm Not Scared”               | 3:52    |
| 7.  | „True Mathematics”             | 2:40    |
| 8.  | „A Season Of Illusions”        | 4:06    |
| 9.  | „Soft Power”                   | 5:21    |
| 10. | „Playgirl”                     | 4:00    |
| 11. | „International Dateline”       | 4:32    |
| 12. | „Predict The Day”              | 4:39    |
| 13. | „Fighting In Built Up Areas”   | 4:43    |
| 14. | „Discotraxx”                   | 4:06    |
| 15. | „Last One Standing”            | 3:19    |
| 16. | „Applause Break”               | 1:25    |
| 17. | „Kletva”                       | 2:42    |
| 18. | „Burning Up”                   | 4:24    |
| 19. | „Destroy Everything You Touch” | 5:39    |
|     |                                | 1:19:33 |

Źródło: